# Doddakereyur, Heggadadevankote
Doddakereyur là một làng thuộc tehsil Heggadadevankote, huyện Mysore, bang Karnataka, Ấn Độ.